# Qungrat
Die Qungrat (Qongrat, Qonggirat, Khongirad, Onggirat, Unggirat – diverse Schreibweisen) waren ein Stamm im Osten der mongolischen Hochebene, nahe der heutigen Mandschurei, der durch die Heirat Dschingis Khans mit Börte sowie von deren Enkel Kublai Khan mit Börtes Nichte Chabi zu weltgeschichtlicher Bedeutung aufstieg.
Im Verlauf des 13. und im 14. Jahrhundert wurde es üblich, dass die Mongolenprinzen Frauen dieses Stammes, speziell aus der Nachkommenschaft von Börtes Vater Dai Secen zur Haupt- oder wenigstens Nebenfrau nahmen und umgekehrt die Prinzen der Qungrat dann Prinzessinnen aus dem Haus Dschingis Khans ehelichten.
Im Rahmen der Mongolenexpansion nach Westen gewanderte Angehörige dieses Stammes übernahmen im 14. Jahrhundert und dann noch einmal im 18./19. Jahrhundert die Regierung in Choresm. Ihre Geschichte wurde auf Veranlassung des Khans Iltuzar (reg. 1804–06) vom Historiker Münis (gest. 1829) im "Firdaws al-iqbāl" niedergeschrieben.
Die stark unterschiedlichen Namensschreibweisen sind die Folge der Transkriptionen des Stammesnamens aus der Sprache der Kitan und Jurchen und deren Weiterverwendung in den islamischen Quellen, speziell bei Raschid ed Din (ca. 1303) und seinen Folgeautoren.